# Richard Yates, Sr.
Pour les articles homonymes, voir Richard Yates.
Richard Yates, Sr. (né le 18 janvier 1818 et mort le 27 novembre 1873), est un homme politique américain, membre du parti républicain, gouverneur (1861-1865) et sénateur de l'Illinois de (1865-1871). Il est le père de Richard Yates, Jr.

## Biographie
Gouverneur de l’Illinois pendant la guerre de Sécession et Richard yates est considéré comme l’un des gouverneurs de guerre les plus efficaces. Il prend des mesures énergiques pour sécuriser Cairo et Saint-Louis contre les attaques des rebelles confédérés. Surnommé « l’ami des soldats », il aide à organiser le contingent de soldats de l’Union de l’Illinois, notamment en nommant Ulysses S. Grant comme colonel d’un régiment de l’Illinois. Il soutient la Proclamation d'émancipation. Il représente également l’Illinois à la Chambre des représentants des États-Unis (1851-1855),ainsi qu'au Sénat des États-Unis (1865-1871)[2],[3]. En tant que sénateur, il vote en faveur de la destitution du président Andrew Johnson. 
Il est inscrit au parti whig, puis républicain.